# Miguel Hidalgo (Triathlet)
Miguel Lopes Hidalgo (* 8. April 2000 in Belo Horizonte) ist ein brasilianischer Triathlet.

## Werdegang
Miguel Hidalgo kam 2015 zum Triathlon.

Bei den Panamerikanischen Spielen gewann er 2023 mit dem brasilianischen Team (Manoel Messias, Djenyfer Arnold und Vittória Lopes) in der gemischten Staffel die Goldmedaille.
Als 24-Jähriger startete er 2024 bei den Olympischen Sommerspielen in Paris und belegte den zehnten Rang.
In der ITU World Championship Series 2024 belegte er den neunten Rang.
Mit einem ersten und einem dritten Rang liegt der 25-Jährige im Juli 2025 nach vier Rennen in der Weltmeisterschafts-Rennserie der ITU World Championship Series auf dem zweiten Rang.

## Sportliche Erfolge
| Datum/Jahr    | Rang | Wettbewerb                           | Austragungsort    | Zeit     | Bemerkung                                                                   |
| ------------- | ---- | ------------------------------------ | ----------------- | -------- | --------------------------------------------------------------------------- |
| 12. Juli 2025 | 4    | ITU World Championship Series 2025   | Hamburg           | 00:50:37 |                                                                             |
| 31. Mai 2025  | 1    | ITU World Championship Series 2025   | Alghero           | 01:44:05 | [ 1 ]                                                                       |
| 17. Mai 2025  | 3    | ITU World Championship Series 2025   | Yokohama          | 01:41:28 |                                                                             |
| 27. Sep. 2024 | 3    | ITU World Championship Series 2024   | Weihai            | 01:49:18 |                                                                             |
| 31. Juli 2024 | 10   | Olympische Sommerspiele 2024         | Paris             | 01:44:27 |                                                                             |
| Nov. 2023     | 1    | Panamerikanische Spiele, Mixed Relay | Santiago de Chile |          | in der Mixed-Staffel mit Manoel Messias, Djenyfer Arnold und Vittória Lopes |

| Datum/Jahr | Rang | Wettbewerb | Austragungsort | Zeit | Bemerkung |
| ---------- | ---- | ---------- | -------------- | ---- | --------- |

(DNF – Did Not Finish)